# Pheasant Wood Military Cemetery
Pour un article plus général, voir Sites funéraires et mémoriels de la Première Guerre mondiale (Front Ouest).
Le cimetière « Pheasant Wood Military Cemetery » est un cimetière de la Première Guerre mondiale situé à Fromelles (Nord). Sa construction en 2009 et 2010 par la Commonwealth War Graves Commission (CWGC) pour inhumer 250 soldats britanniques et australiens morts les 19 et 20 juillet 1916 dans la bataille de Fromelles s'est accompagnée de celle du musée de la bataille de Fromelles, ouvert en 2014.

## Histoire
Construit entre 2009 et 2010, c'est le premier cimetière construit par la Commonwealth War Graves Commission depuis plus de 50 ans, le dernier ayant été construit après la Seconde Guerre mondiale. 
Les corps ont été découverts à la suite de recherches historiques par photographies aériennes qui ont montré la présence de fosses communes à la lisière du Bois du faisan, à la sortie du village de Fromelles. La présence des corps a été confirmée en mai 2008, et 250 corps ont été exhumés en 2009. Dès 2010, les prélèvements d'ADN ont permis d'identifier 75 corps. L'identification s'est poursuivie jusqu'en 2014 au moins.
Parallèlement, les gouvernements britannique et australien ont demandé à la Commonwealth War Graves Commission de construire un nouveau cimetière pour accueillir les corps. Les travaux de construction du cimetière ont commencé en mai 2009 pour s'achever en janvier 2010. Les soldats décédés ont été inhumés de nouveau avec tous les honneurs militaires lors d'une série de services funéraires en janvier et février 2010. Une dernière inhumation a eu lieu dans le cadre de la cérémonie d'inauguration du cimetière, le 19 juillet 2010, pour marquer le 94e anniversaire de la bataille de Fromelles.

## Victimes
| Pays        | Victimes |
| ----------- | -------- |
| Australie   | ?        |
| Royaume-Uni | ?        |
| Total       | 250      |

## Coordonnées GPS
50° 36′ 28″ nord, 2° 51′ 04″ est